# Pedro Ruiz II de Villegas
Pedro Ruiz II de Villegas o Pero Ruiz de Villegas o Pedro Ruiz de Villegas el Adelantado (¿Burgos?, Corona de Castilla, ca.1295 – Medina del Campo, e/ el 1º y 17 de abril de 1355) era un noble castellano de la casa de Villegas y un descendiente materno de la casa de Cevallos que por mayorazgo heredó en 1327 los señoríos de Villegas, Villamorón, Manquillos, Pedrosa del Páramo, Manciles, Valdegómez y el palacio de Sasamón, entre otros señoríos naturales de behetrías y de divisas.
Por voluntad del rey Alfonso XI en dicho año fue nombrado procurador para ir al vecino reino lusitano a tratar con su soberano Alfonso IV sobre las capitulaciones matrimoniales con la infanta María de Portugal y ratificar otros acuerdos previos, luego fue nombrado caballero de la real Orden de la Banda desde 1332.
Posteriormente, fue asignado como administrador de los bienes desde 1337 con el título de mayordomo mayor por veinte años de su hijo bastardo Tello de Castilla, independientemente de la muerte del monarca que finalmente acontecería más de una década después debido a la pandemia euroasiática de peste negra, además al nacer en 1348 el heredero de los señores soberanos de Vizcaya también fue nombrado como su mayordomo mayor, y en 1350 fue señor consorte de los Nueve Valles hasta 1351, por la venta del mismo a su tío político Garcilaso II de la Vega, III señor de los Nueve Valles y VII señor de la casa de la Vega.
Desde este último año el soberano sucesor Pedro I de Castilla lo benefició con el título de primer señor de Moñux de su linaje, el cual había sido expropiado su suegro ejecutado Gonzalo Ruiz de la Vega, I señor de los Nueve Valles, posteriormente recibió el señorío de Castillo Pedroso y fue nombrado merino mayor de Castilla en 1353.
Durante el levantamiento nobiliario previo a la primera guerra civil castellana, en el que se disolvió la liga de la reina consorte Blanca de Borbón por lo que volvió a la obediencia real, recibió del monarca castellano el señorío de Caracena, unas mercedes en la villa de Toro y el nombramiento como adelantado mayor de Castilla a finales de 1354 pero finalmente sería mandado a ejecutar por orden del rey al año siguiente.

## Biografía hasta ser nombrado procurador del rey Alfonso XI en Portugal

### Origen familiar y primeros años
Pedro Ruiz II de Villegas había nacido hacia 1295 en la zona norte de la Corona de Castilla, muy probablemente en la ciudad de Burgos, siendo hijo de Ruy Pérez I de Villegas, III señor de la Casa de Villegas y demás feudos hacia 1285, fue de los primeros miembros de la Hermandad de los Hidalgos de Castilla la Vieja fundada en las Cortes de Burgos de 1270 —la hermandad lo envió en 1312 con carta a nombre del infante Juan y otros para que la reina consorte viuda María de Molina fuese tutora de su nieto el niño rey Alfonso XI, pero se negó— y con algunos parientes participó también en las Cortes de Burgos de 1315, además de ser caballero de la Orden de Santiago desde 1271 y comendador de Castroverde desde 1288 hasta 1327.

Cruz de la Orden de Santiago.

Su madre era Teresa González de Cevallos —viuda en sus primeras nupcias de Gonzalo Pérez de Hinestrosa, VI señor de la Casa de Hinestrosa, padres de su sucesor el VII señor Fernán González de Hinestrosa enlazado con Estefanía y abuelos paternos de María Fernández de Hinestrosa, cuyos hijos eran el maestre calatravo Diego y su hermana María de Padilla, y del valido real Juan Fernández de Hinestrosa, VIII señor de Hinestrosa desde 1351, con parentesco en la Casa de Villegas— siendo Teresa y su hermano Ruy González hijos del camarero mayor real Gonzalo Díaz de Cevallos, señor de la Casa de Cevallos, de Escalante, de Acereda, de Zavallos, de Río Moroso, demás feudos y primer alcalde mayor de la Hermandad de los Hidalgos de Castilla la Vieja desde 1270, y de su esposa Antolina Martínez de la Hoz que era una hija de Martín Antolínez de la Hoz y de su mujer Godo Galíndez de Ordejuela.
Tenía dos hermanos y una hermana menor llamada María Ruiz de Villegas, siendo el segundogénito el merino santillano Sancho Ruiz de Villegas el Portín, señor del sexto de la behetría de Pedrosa del Páramo, del quinto de Villegas, del quinto de Villamorón y demás feudos, y Lope Ruiz de Villegas (ca. 1299-f. antes de 1351), cuyo hijo legítimo Juan Rodríguez de Villegas el Calvo era señor del sexto de la behetría de Pedrosa del Páramo, del quinto de Villegas, del quinto de Villamorón y otros, y el hijo ilegítimo Alfonso López de Villegas que solo era señor del sexto de Pedrosa del Páramo.
De sus tres tíos paternos, el mayor era el homónimo señor feudal Pedro Ruiz de Villegas el Segundón que fue el vasallo y mayordomo del conde Nuño González de Lara el Bueno quien amotinado con sus confederados en Lerma lo enviaba como mensajero al rey Alfonso X para mediar desde 1270 a 1272, además en 1280 fue testigo con dos vasallos propios en el pleito del monasterio de Oña con el consejo de Frías y luego vinculado con Juan Núñez I de Lara en 1292 fue citado en las rentas del rey Sancho IV.

La Corona de Castilla hacia 1400.

Los dos tíos paternos menores eran Juan Ruiz de Villegas o Juan Rodríguez de Villegas el Viejo que por herencia paterna fue señor de varios feudos hacia 1285 y se casó con su prima segunda Mayor González de Lucio o bien Mayor de Lucio —probable hermana de Juan González de Lucio, que solo aparece documentado en las Cortes de Burgos de 1315, y de Teresa González de Lucio casada con Lope García II de Porras quien perdió la vida luchando en la conquista de Tarifa en 1292 y que fueron padres de Ruy Díaz II de Porras, VI señor del Valle de Porras y del linaje, que se enlazaría con María Fernández de Villegas— y con quien tuvo al menos dos hijos llamados Juan el Pan y Agua y su hermano Gonzalo González. El tío más joven era el señor feudal Sancho Ruiz de Villegas el Menor que aparentemente dejó como descendencia ilegítima por no heredarlo a Fernán Sánchez de Villegas que sería el padre de la citada María de Villegas.
Su tío materno era Ruy González de Cevallos, alcalde mayor de Toledo y adelantado mayor de Murcia hacia 1279 que se casó con María Fernández de Caviedes, II señora del Valle de Valdáliga, de Lamadrid, del linaje y del solariego de Caviedes, y demás feudos, y le concibió al menos tres hijos documentados, a Diego II Gutiérrez de Cevallos, XIV almirante mayor de Castilla desde 1303, que por heredar a su abuelo paterno en 1305 fue I señor de la Casa de Cevallos de Buelna y demás feudos, a Gutierre Díaz de Cevallos que al igual que su hermano fue heredero de su abuelo por lo que pasó a ser I señor de la Casa de Cevallos de las Presillas y otras propiedades, y a Estefanía Rodríguez de Cevallos, I señora de Villalba y de Vado de las Estacas, que se casó en primeras nupcias con el IX almirante mayor castellano Juan Mathé de Luna, I señor de Huelva desde 1293 y con quien tuvo a tres hijos, y en segundas nupcias hacia 1301 con Enrique Enríquez el Viejo y tuvieron al único hijo homónimo Enrique Enríquez el Mozo.
Los primos hermanos paternos ya citados eran Juan Rodríguez de Villegas el Pan y Agua o por homonimias como Juan Ruiz Paniagua que fue señor del tercio del solariego de Hinestrosa, del sexto de Pedrosa del Páramo, del quinto de Villegas, del quinto de Villamorón, de Quintanilla de Valdearroyo, de la Aguilera, de las Rozas y otros feudos, además de ser caballero de la Orden de la Banda desde 1332, fue comisionado por su pariente el señor feudal Juan Fernández de Hinestrosa para mediar entre el rey y los señores de Vizcaya y como alférez del rey desde 1356 fue uno de los tres caballeros que participó en la guerra de los Dos Pedros —era el padre de Pedro Fernández de Villegas el Contador, merino de Burgos y contador mayor del rey Juan I de Castilla desde 1379— y su hermano Gonzalo González de Villegas o con agnación fingida por herencia de su tío materno Juan como Gonzalo González de Lucio, señor del tercio del solariego de Hinestrosa, de la behetría de Solanas de Valdelucio, del sexto de Pedrosa del Páramo, del quinto de Villegas, del quinto de Villamorón, del tercio de Camesa, de la behetría de Bimón, de las Fenestrosas, de la Loma Dolea, de la Mata Dolea, de Renosiella, de Espinosa y otros feudos, que fue nombrado en la dignidad de trinchante de la Casa Real desde 1355, luchó también en la guerra de los Dos Pedros y al conquistar Tarazona para la Corona castellana pasó a ser su tenente feudal de 1357 a 1366, año en que traicionando a su rey Pedro I el Cruel se lo devolvió a la Corona aragonesa en donde se casó con Violante de Urrea y por voluntad regia fueron los I señores de Paniza desde 1372.
Era nieto paterno de Pedro Ruiz I de Villegas o bien Pedro Ruiz de Villegas el Menor o Petrus Roderici de Villaegas "iuniore", II señor de la Casa de Villegas y demás feudos hacia 1242, fue nombrado caballero de la Orden de Santiago, y sirviendo al rey Fernando III el Santo participó en las tomas de Baeza el 30 de noviembre de 1227, de Córdoba en 1236 y de Sevilla en 1248, posteriormente fue repostero mayor del rey Alfonso X el Sabio hacia 1253, su testamentario en 1282 y albacea en abril de 1284, y de su esposa Mayor Ruiz de Lucio o simplemente Mayor de Lucio, una hermana de Elvira Ruiz de Lucio —que donó en 1233 sus propiedades en Quintanilla de An al monasterio de Villamayor de Treviño, y estaba casada con Moriel que fue merino de 1235 a 1239— y de Rodrigo Ruiz de Lucio, siendo los tres, hijos de Ruy González de Lucio y nietos paternos de Gonzalo Ruiz de Lucio.

### Procurador matrimonial y político en el reino portugués
Siendo Pedro Ruiz mayor de edad, al ser su padre Ruy Pérez I de Villegas uno de los primeros miembros de la Hermandad de los Hidalgos de Castilla la Vieja cuando falleció el rey Fernando IV el 7 de septiembre de 1312, la hermandad lo envió a finales del mismo año con carta a nombre del infante Juan de Castilla el de Tarifa y otros nobles para que la reina consorte viuda María de Molina fuese tutora de su nieto sucesor, el niño rey Alfonso XI, pero esta no aceptó tal responsabilidad, por lo que se desarrollaron disputas entre los aspirantes a la regencia que fueron resueltas al año siguiente. De esta forma, los infantes Juan y Pedro de Castilla, que eran respectivamente el tío abuelo y el tío del joven monarca, conformaron la regencia del reino y la tutela del mismo la asumió la madre Constanza de Portugal, pero tras su pronta muerte el 18 de noviembre del mismo año, la asumió finalmente la abuela María de Molina.

La Corona de Castilla en los siglos XIV y XV, fronteriza al Reino nazarí de Granada y vecina del Sultanato benimerín (además de la Corona de Aragón y de los otros dos reinos peninsulares: Navarra y Portugal).

En 1319 perecieron los citados regentes Juan y Pedro como consecuencia de la desastrosa campaña militar de la Sierra Elvira contra el Sultanato de Granada, por lo que María de Molina quedó como única tutora y regente hasta su fallecimiento el 1º de julio de 1321, pero mientras tanto su otro hijo el infante Felipe de Castilla, Don Juan Manuel que era príncipe de Villena y tío segundo del rey —por ser nieto de Fernando III— y Juan de Haro el Tuerto que era el tío segundo del joven monarca por ser hijo del fallecido Juan, dividieron el reino con motivo de sus aspiraciones a la regencia, mientras el mismo era saqueado por los musulmanes y la levantisca nobleza. 
Una vez que el rey Alfonso XI fue declarado mayor de edad el 7 de septiembre de 1325, asumió el trono y consiguió el fortalecimiento del poder real e hizo las capitulaciones matrimoniales para desposar a la joven Constanza Manuel de Villena de tan solo nueve años de edad, mediante un tratado con sus padres Don Juan Manuel y su esposa la infanta Constanza de Aragón, que era a su vez la hija del rey Jaime II. De esta manera fue ratificado por las Cortes de Valladolid el 28 de noviembre del mismo año, pero dada la minoría de edad de Constanza el matrimonio no llegó a consumarse.

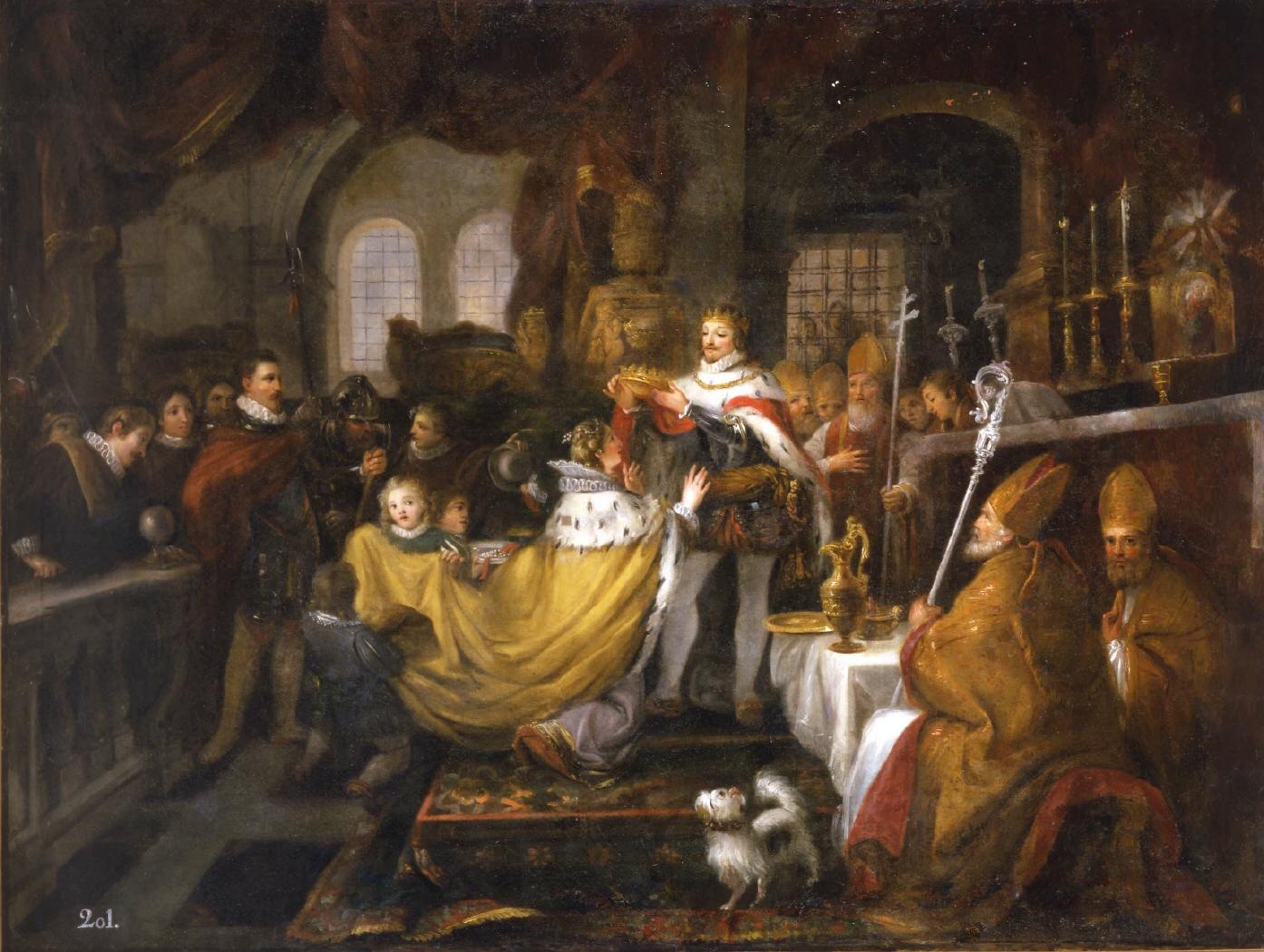
La coronación del rey Alfonso XI de Castilla y de su esposa la reina María de Portugal en el monasterio de las Huelgas de Burgos en 1332.

En 1327 Constanza fue repudiada por Alfonso XI, al estar interesado en su prima la infanta María de Portugal, hija del rey Alfonso IV y de su esposa Beatriz de Castilla, para estrechar lazos con el reino vecino. Como Constanza quedó recluida en el castillo de Toro, Don Juan Manuel reclamó su hija al rey pero se negó a entregársela, por lo que junto a su medio hermano Sancho Manuel de Castilla le declaró la guerra en sucesivas ocasiones hasta que después de firmar un tratado de paz se la devolvería al año siguiente.
Mientras tanto, Pedro Ruiz de Villegas y Fernán Fernández de Pina fueron enviados el 18 de octubre de 1327 por el rey Alfonso XI como procuradores a Coímbra en el Reino de Portugal, para que aceptaran en nombre del soberano las capitulaciones matrimoniales con la infanta María y con total poderes para que ratificaran la sentencia arbitral de Torrellas de 1304 y otros que hayan hecho en el pasado ambas coronas. Finalmente el matrimonio se celebraría en la localidad portuguesa de Alfaiates el 24 de junio de 1328.

## Herencia paterna de feudos castellanos y caballero de la Orden de la Banda

### Señor feudal de solariegos, behetrías, naturalezas y divisas
Cuando falleció su padre el 1º de octubre de 1327, el noble Pedro Ruiz II de Villegas pasó a ser el IV señor de la Casa de Villegas y heredó varios feudos, convirtiéndose así en el segundo señor de la mitad del solariego de Valdegómez, tercer señor del tercio del solariego de Manquillos, segundo señor de la mitad de la behetría de Manciles, tercer señor del sexto de Pedrosa del Páramo, cuarto señor del quinto de Villegas, del quinto de Villamorón, del palacio de Sasamón y demás feudos.

### Real de Escalona y caballero regio de la Banda
Estuvo el 26 de marzo de 1328 junto al rey Alfonso XI de Castilla con Juan Martínez de Leiva, señor de 27 solariegos compartidos con sus hijos y de la behetría de La Laguna, y otros nobles en el real castillo-palacio de Escalona en donde se emitió la carta de nombramiento como adelantado mayor de Murcia a Pedro López de Ayala, y luego Villegas fue enviado a la ciudad de Lorca para que se lo recibiese.

Estandarte de la Orden Real de la Banda.

En el año de 1332 el citado monarca fundó una nueva orden militar, intentando cimentar su poder sobre la levantisca nobleza, ordenando que ciertos caballeros de su Hueste Real vistieran como él, con paños blancos y una banda de tafetán carmesí que él mismo había diseñado. Sus miembros debían tener un escrupuloso e impecable comportamiento cortesano, participar en justas, ser solidarios y sobre todo, leales al rey.
De esta manera en dicho año, Pedro Ruiz II de Villegas fue de los primeros nombrados en Burgos como caballero de la real Orden de la Banda, junto a su hermano menor Lope Ruiz de Villegas y su primo Juan Rodríguez de Villegas el Paniagua.

## Mayordomo mayor de Tello de Castilla y de Nuño de Lara y Haro

### Administrador del hijo bastardo del rey Alfonso XI
Hacia 1335 el señor feudal Pedro Ruiz II de Villegas, caballero de la real Orden de la Banda desde 1332, se casó con Teresa González de la Vega, la hija única legítima de Gonzalo Ruiz de la Vega, que sería el I señor de Moñux desde 1339 y I señor de los Nueve Valles de Asturias de Santillana por voluntad regia desde 1341, y de su esposa María Fernández de Velasco.
En 1337 nacía el noble Tello de Castilla, uno de los hijos bastardos del rey Alfonso XI y de su amante Leonor de Guzmán, y al mismo tiempo recibía de su padre diversos señoríos, por lo que se nombró como administrador de sus bienes al caballero Pedro Ruiz de Villegas, y así ocupó el puesto de mayordomo mayor hasta que Tello cumpliese los 20 años de edad y que le costaría posteriormente perder bienes propios durante las posteriores rebeliones nobiliarias.

### Administrador del heredero de los señores de Vizcaya
En el año 1348 nacía Nuño de Lara, el hijo menor heredero de Juan Núñez III de Lara, señor de Lara, y de María Díaz de Haro, señora de Vizcaya, nieto paterno de Fernando de la Cerda y de su esposa Juana Núñez de Lara, y nieto materno de Juan de Haro el Tuerto, además de bisnieto materno por vía masculina del infante Juan de Castilla el de Tarifa y de su mujer Isabel de Portugal y Manuel, por lo que Nuño por esta vía materna era tataranieto de Alfonso III de Portugal pero tanto por parte paterna como materna era tataranieto del monarca Alfonso X de Castilla.
En dicho año el caballero Pedro Ruiz de Villegas, IV señor de la Casa de Villegas, fue nombrado nuevamente en la dignidad de mayordomo mayor de Nuño de Lara quien se convertía en señor de 8 solariegos propios, de 15 behetrías propias —incluyendo Sasamón en donde Villegas era señor divisero— y compartía 4 behetrías y 4 solariegos más con otros nobles.

## Señor de Moñux y antecedentes de la primera guerra civil castellana

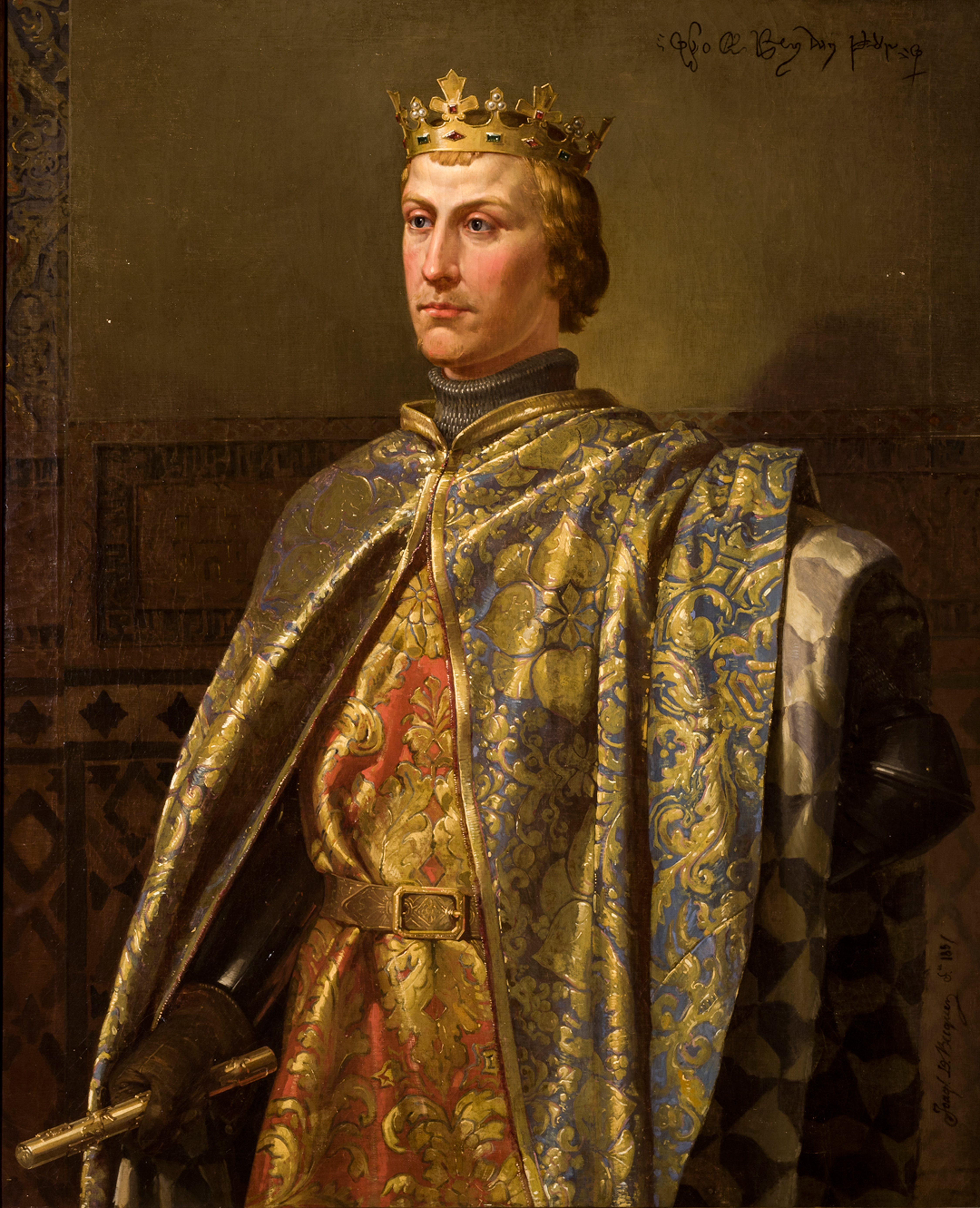
El rey Pedro I de Castilla.

### Coronación de Pedro I y su política de gobierno contra la alta nobleza
Fallecido el rey Alfonso XI de Castilla el 26 de marzo de 1350, a consecuencia de la pandemia de peste negra durante el sitio de Gibraltar, asumió el trono el príncipe Pedro quien solo tenía 15 años de edad, por lo que su madre la reina viuda María de Portugal pasó a ser la regente del reino hasta que cumpliera la mayoría de edad.
A mediados de agosto del mismo año, poco antes de cumplir 16 años de edad, Pedro cayó gravemente enfermo en Sevilla, por lo que peligraba la sucesión al trono, siendo uno de los candidatos posibles a la sucesión su primo hermano el infante Fernando de Aragón y Castilla, marqués de Tortosa, pero otros como Garcilaso II de la Vega preferían a Juan Núñez III de Lara, señor de Lara y señor consorte de Vizcaya, ya que era descendiente de los infantes de La Cerda por línea masculina —aunque estos habían renunciado formalmente a la sucesión a cambio de sustanciosas propiedades en tiempos del rey Fernando IV de Castilla— aunque el restablecimiento de la salud del joven rey Pedro I de Castilla desechó estas posibilidades.
Una vez que el rey Pedro I pasó a ser convaleciente de su enfermedad permaneció en Sevilla y respondió en el mismo año con algunas detenciones y ejecuciones, entre ellas la del citado Gonzalo Ruiz de la Vega, que lo apresó en Castro del Río y luego lo ajustició, siendo mayordomo mayor del bastardo real Fadrique Alfonso de Castilla, además de hermano de Garcilaso II de la Vega que lo era del otro bastardo Fernando Alfonso de Castilla y el suegro de Pedro Ruiz II de Villegas que como ya se citó lo era también de Tello de Castilla.
El joven monarca estuvo en Sevilla hasta principios de 1351 y, asumiendo el liderazgo del reino, decidió levantar el sitio a Gibraltar, cesando toda guerra contra los musulmanes del Al-Ándalus y abandonando el ideal de Reconquista de su padre y predecesores, e impulsó leyes destinadas a recortar el poder de la nobleza en favor de la propia Corona y la burguesía, además de tomar otras medidas impopulares en ese entonces, como la protección a la minoría judía. Cuando los nobles se rebelaron en defensa de sus privilegios continuó con las ejecuciones de sus adversarios.

### Primer señor de Moñux y de los Nueve Valles que vendió a Garcilaso II
Pedro Ruiz II de Villegas pasó a ser el primer señor de Moñux de su linaje desde 1351, por voluntad regia luego de expropiar y ejecutar al citado suegro Gonzalo Ruiz de la Vega, y además sería el primer señor de Castillo Pedroso hacia 1353 y de otros feudos.
Al estar casado Villegas con Teresa González de la Vega, que por herencia paterna se convirtió en la segunda señora de los Nueve Valles en 1350, fue por lo que pasaría a ser también el señor consorte del mismo, y entonces dio un poder para que administrase los feudos en su nombre a Alfonso Díaz de Cieza, quien cumpliendo las disposiciones testamentarias pocos meses después le ofreció la venta de los mismos al rey Pedro I, pero al no aceptar, hizo lo mismo con los bastardos del difunto monarca Alfonso XI, aunque tampoco mostraron interés.

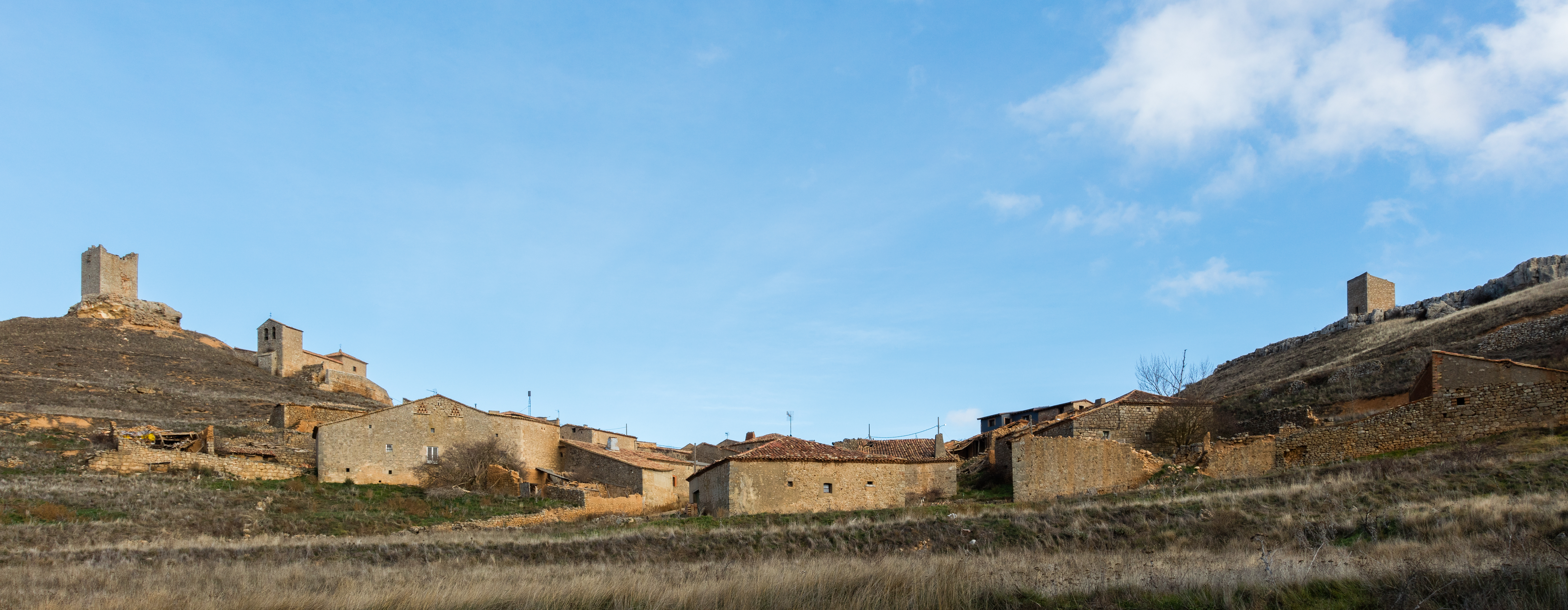
La villa de Moñux, señorío de la Casa de Villegas desde 1351 hasta 1376.

El 19 de marzo de 1351, Pedro y Teresa le vendieron finalmente —siendo su hijo Ruy Pérez II de Villegas testigo de venta— por 54 mil maravedíes la mayor parte de sus propiedades que incluía el señorío de los Nueve Valles y que abarcaban de sur a norte desde Pie de Concha hasta el mar, y de oriente a occidente desde Piedra Fita hasta Lobado, a su tío paterno el adelantado mayor castellano Garcilaso II de la Vega, señor de Santibáñez, de Lucio, de Rojas, de Rebolledo y de otros feudos, VII señor de la Casa de la Vega, mayordomo mayor de los bastardos reales Sancho Alfonso desde 1333 hasta su temprano deceso en 1342 y de su hermano Fernando Alfonso de Castilla de 1334 hasta su fallecimiento en 1350.
De esta forma, Garcilaso de la Vega se convertía en el III señor de los Nueve Valles de Cantabria, de Molledo, de Polanco, de Tagle, de Villanueva de la Barca y de la Villa de Vega, y además le vendieron otras heredades aisladas como ser Arenas, el castillo de Cieza y la casona de Tudanca, sumando unos 19 señoríos en total, pero al mismo tiempo Garcilaso fue expropiado de los señoríos de Anievas y de Hinojedo en el mismo año, poco antes de ser mandado a ejecutar en la ciudad de Burgos por el rey Pedro I a mediados de 1351.
Recién el 5 de diciembre de 1351 dio sentencia Pedro González de Arce, alcalde real de Asturias de Santillana, con respecto al pleito sobre los derechos compartidos de los piélagos, pozos o estaques salmoneros en el término entre el abadengo y la behetría de la localidad de Hinojedo, por lo que fue a favor del abad de Santillana que ejercía señorío sobre la mitad de abadengo, perdiendo así los piélagos de salmones la otra mitad que había sido señorío de behetría de Garcilaso I de la Vega y luego de Gonzalo Ruiz de la Vega, que al ser asesinado había pasado a su hija Teresa y su marido Pedro Ruiz de Villegas que habían defendido sus derechos.
Antes de dicha sentencia, Hinojedo había sido vendido a Garcilaso II de la Vega en este mismo año, y quien ya para entonces expropiado de la behetría le había heredado los derechos a su sucesor Garci Lasso Ruiz de la Vega, IV señor de los Nueve Valles, que también pleiteó y ganaría a su nuevo propietario Ruy II Sánchez Calderón, I señor de la behetría de Vispieres, del cuarto de la Behe de Baoroña y de la mitad de Hinojedo, los tres desde 1351, VII señor de la Casa de Calderón de la Barca, de Villanueva de la Barca, del solariego de Queveda y del cuarto de la behetría de Duanles —estaba casado con Sancha González de la Guerra, e hijo primogénito del VI señor Hernán IV Sánchez Calderón y de su esposa María Pérez de Velasco y nieto paterno del V señor Hernán III Sánchez Calderón y de Elvira Gutiérrez de Cevallos, la esposa— ya que en la hija única heredera de Garcilaso III llamada Leonor de la Vega, V señora de los Nueve Valles, recaería la behetría más de una década después, aunque no así los piélagos de marras que volvería a perder en nuevo pleito.

### Descontento de la alta nobleza por el severo gobierno del monarca

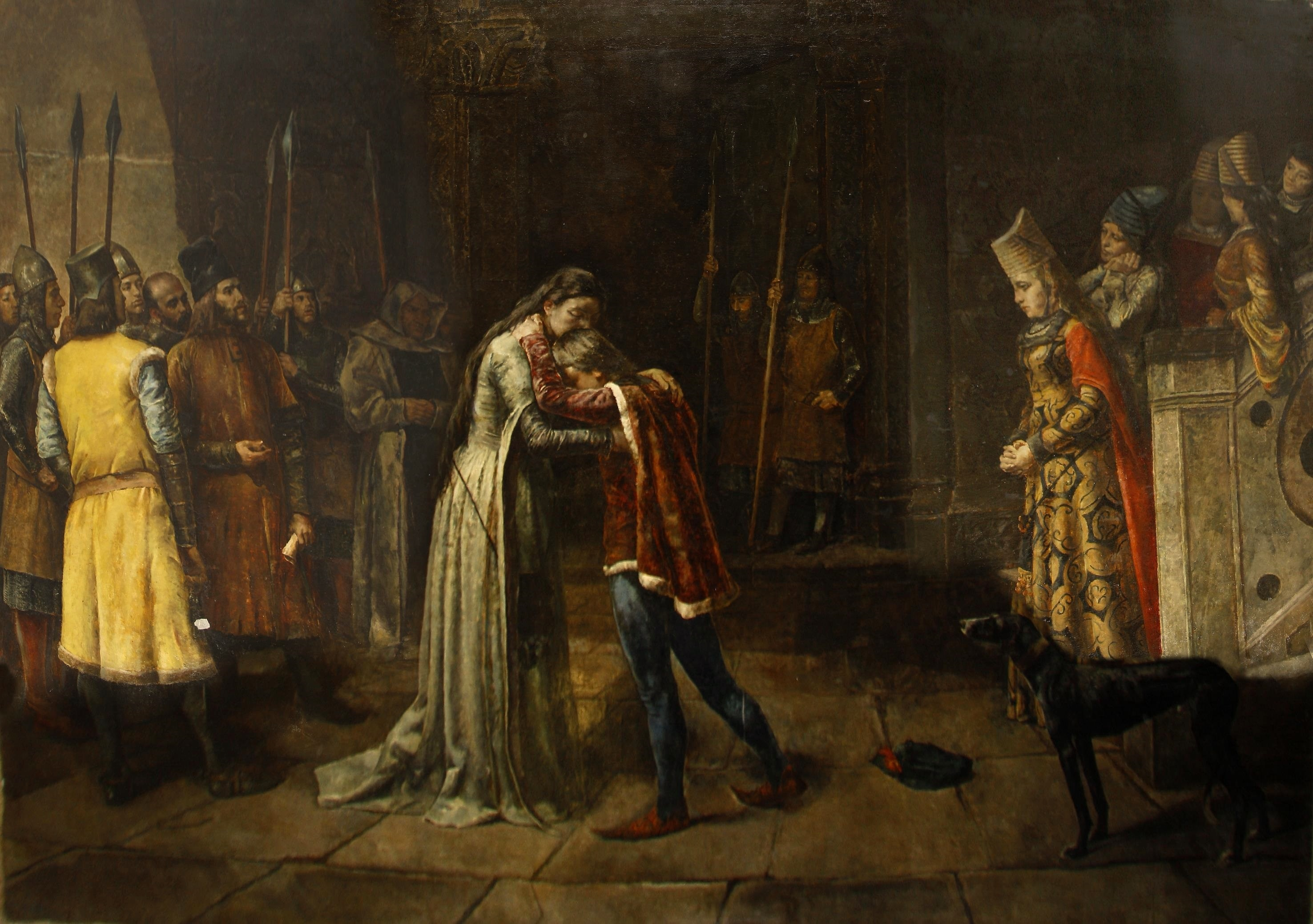
Despedida en 1350 de Leonor de Guzmán a su hijo Fadrique Alfonso de Castilla, en presencia de la reina consorte viuda y regente María de Portugal y quien la ejecutaría en 1351 (en La última despedida por Antonio Amorós y Botella, año 1887, Museo del Prado, Madrid).

A principios de 1351 fue mandada a ejecutar Leonor de Guzmán por orden de la despechada reina viuda María de Portugal, que la tuvo prisionera en Talavera de la Reina durante un año, por el solo hecho de haber sido la amante del difunto rey y con quien había concebido entre otros siete hijos al citado Tello y a los gemelos Fadrique y Enrique, este último ya casado en secreto el 27 de julio de 1350 en el palacio real de Sevilla con Juana Manuel de Villena —hija de Don Juan Manuel, príncipe de Villena, y de su tercera esposa Blanca Núñez de Lara— por el consejo de su madre. El entonces mayordomo mayor Pedro Ruiz II de Villegas estaba con Tello en Palenzuela cuando Pedro I mandó a Juan García Manrique a buscarlos, y una vez llevados a Palencia adonde estaba esperándolos el monarca, ya ante su presencia se enteraron de la terrible noticia de Leonor de Guzmán, pero incluso así le mostraron lealtad.
En el día jueves del mes de mayo del citado año los tres se volvieron a encontrar con el rey en Celada, cerca de Burgos, adonde también llegaron el adelantado mayor castellano Garcilaso II de la Vega, VII señor de la Casa de la Vega, sus cuñados Pedro Ruiz Carrillo, señor de 25 behetrías y solariegos compartidos, y Ruy González de Castañeda, señor de 15 behetrías y solariegos compartidos —ambos estaban casados con las medio hermanas Urraca y Elvira Laso de la Vega, respectivamente— y el sobrino Gómez Carrillo, señor de 22 behetrías y solariegos compartidos, en donde se quejaron ante el rey implorándole la desaparición de las behetrías, que se habían tornado en hereditarias y cuyos señores ya cobraban la fonsadera que había sido renunciada en el pasado por el rey, y de esta forma que se convirtieran en tierras solariegas que sumadas a las ya existentes, sean de un único noble y no compartidas.

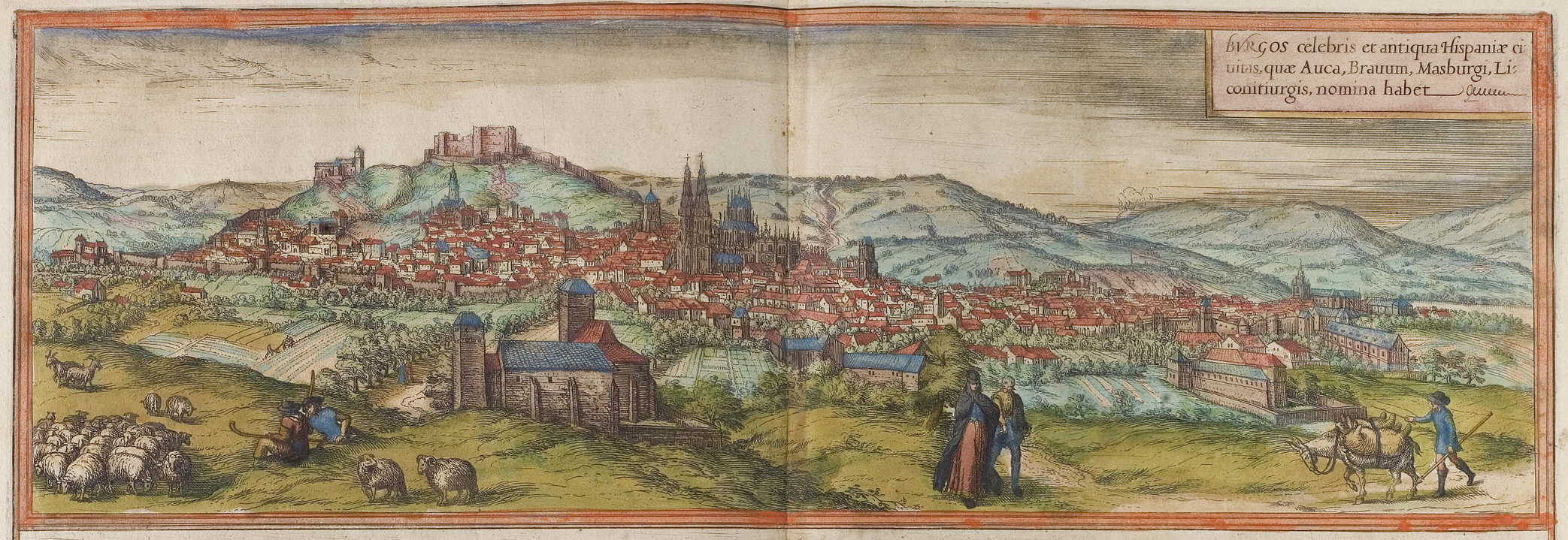
La ciudad de Burgos (ilustración del publicado en el Civitates orbis terrarum)

Todo esto planteado por los hidalgos suponía la renuncia y cesión del monarca de dos derechos que detentaba en las mismas, la martiniega y la justicia, sumado a las discusiones por otras cuestiones personales con Manrique y Villegas provocó que el soberano directamente los mandara a callar. En el día viernes del mismo mes en Tardajos, también cerca de Burgos, hubo otro encuentro desafiante entre dichos nobles que estaban bien armados y el monarca con Manrique, Tello, Villegas, que tomaron también las armas, y sus hombres comenzaron otra discusión fuerte que el rey logró separar, y al enterarse el soberano que Garcilaso tenía compañías en la judería de la ciudad de Burgos, mandó a Villegas, a Manrique y a otros caballeros a ocuparla para escarmentarlos.
Cuando el rey llegó a Burgos al día siguiente, o sea un sábado, por influencia del receloso Juan Alfonso de Alburquerque, se decretó el ajusticiamiento de Garcilaso II de la Vega por el poder e influencia que había acumulado y por haber apoyado en la sucesión al trono a Juan Núñez III de Lara. Se ejecutó la orden en el mismo Palacio Real de Burgos sin juicio alguno el día domingo siguiente, provocando en la ciudad un gran escándalo por la sangrienta crueldad del rey, y con dicho deceso dejaría vacante el cargo de adelantado mayor de Castilla que se lo cedió a Juan García Manrique que sería confirmado este mismo año pero no duraría mucho, tal vez por fallecimiento, ya que en 1352 pasaría a ocuparlo Garci II Fernández Manrique de Lara, su sobrino.
La alta nobleza castellana liderada por Tello, sus hermanos, Villegas y otros más comenzaron a formar una facción y fueron vistos con desconfianza por el pueblo llano porque harían peligrar lo que el rey había promulgado en las Cortes de Valladolid de 1351 —además de mandar a realizar el inventario de señoríos de realengo, abadengo, behetría y solariego que se llamaría Becerro de las Merindades de Castilla de 1352— con la sanción de Ordenamiento de menestrales del 2 de octubre del mismo año, para intentar encontrar mano de obra que a consecuencia de la pandemia de peste negra había menguado, por lo que se condenaba la vagancia, se prohibía la mendicidad, se tasaban los jornales y salarios, se ordenaban las horas de trabajo y descanso en cada estación del año y se fijaba el valor de los artículos o productos, y de esta manera, se promovía el comercio, la artesanía y la seguridad de las personas, pero años después todos estos acontecimientos harían estallar la primera guerra civil castellana.

## Merino mayor de Castilla, aliado de la reina consorte y señor de Caracena

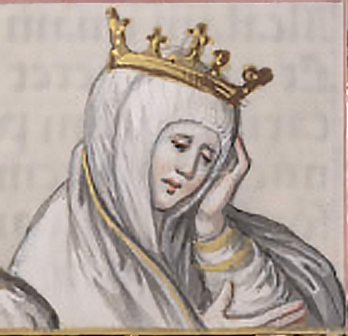
La reina consorte castellana Blanca de Borbón.

### Casamiento del rey Pedro I con la noble francesa Blanca de Borbón
El papa Clemente VI, en connivencia con el rey Juan II de Francia, dirigió a la reina viuda castellana María de Portugal diversas misivas desde Aviñón aconsejándole reforzar la alianza con el vecino reino, mediante un enlace matrimonial, y viendo el joven rey cómo sus hermanos ganaban cada vez más adeptos en las ciudades castellanas y por presión de la reina madre y el canciller mayor Juan Alfonso de Albuquerque para aceptar dicho enlace, el joven soberano decidió entablar negociaciones con el reino de Francia, aceptando dichos consejos, el cual podría ser un poderoso aliado para sus fines, no solo en lo militar, sino también en lo económico.
La guerra con sus medio hermanos hizo que el rey Pedro finalmente aceptara los consejos de su madre y de Albuquerque, pidiendo la mano de la viuda reina madre francesa Blanca de Navarra pero al recibir el rechazo por parte de ella, se eligió a la hija mayor del duque de Borbón, llamada Blanca, pactando una dote de 300 mil florines de oro, y de esta manera, el 2 de julio de 1352 se firmó el tratado de alianza entre ambos reinos y el contrato matrimonial, el cual fue ratificado cinco días después por el monarca Juan II en el reino francés, y el 4 de noviembre del mismo año, por el soberano Pedro I en el reino castellano.

### Expropiación a Villegas del señorío de Moñux
Pedro Ruiz II de Villegas era mayordomo mayor del noble menor de edad Tello de Castilla, I señor de Aguilar de Campóo y de Castañeda, que además era el hermano bastardo del rey Pedro I de Castilla. Al haberse rebelado Tello y su mayordomo mayor ante dicho monarca, este le ocupó varias fortalezas por lo que temió por su vida.
De esta forma a finales de mayo de 1352, Tello y Villegas mandaron a su hijo Ruy Pérez II de Villegas, de unos 17 años de edad, junto a García Fernández de Pina como mensajeros a la corte del rey Pedro IV de Aragón el Ceremonioso con una carta secreta, pero por la respuesta que trajeron los mismos de dicho soberano, podría ser que fuese un pedido de asilo en la Corona de Aragón, lo que finalmente sería aprobado, ya que Tello y su mayordomo Villegas estaban en las Cortes Catalanas el día 29 del corriente.
Este último día, el rey aragonés mandó una embajada al rey castellano para informarle que Tello estaba con unos pocos hombres en sus dominios y que tenía formulada varias quejas al monarca castellano, como la de querer apresar a su otro hermano Enrique en el alcázar de Valladolid, pero también para hacerle algunas peticiones como la de no encarcelarlo cuando regresase a Castilla. El 14 de julio del mismo año ambos estaban separados ya que Tello estaba en Lérida prestando homenaje al monarca Pedro el Ceremonioso y Villegas estaba en otra parte de la Corona de Aragón haciendo lo mismo. Los refugiados no tardaron en utilizar al reino aragonés para atacar a la vecina Castilla pero el monarca se los prohibió a través de su gobernador Miguel de Gurrea y se lo ratificó a Tello y a Villegas el 21 de julio del mismo año.

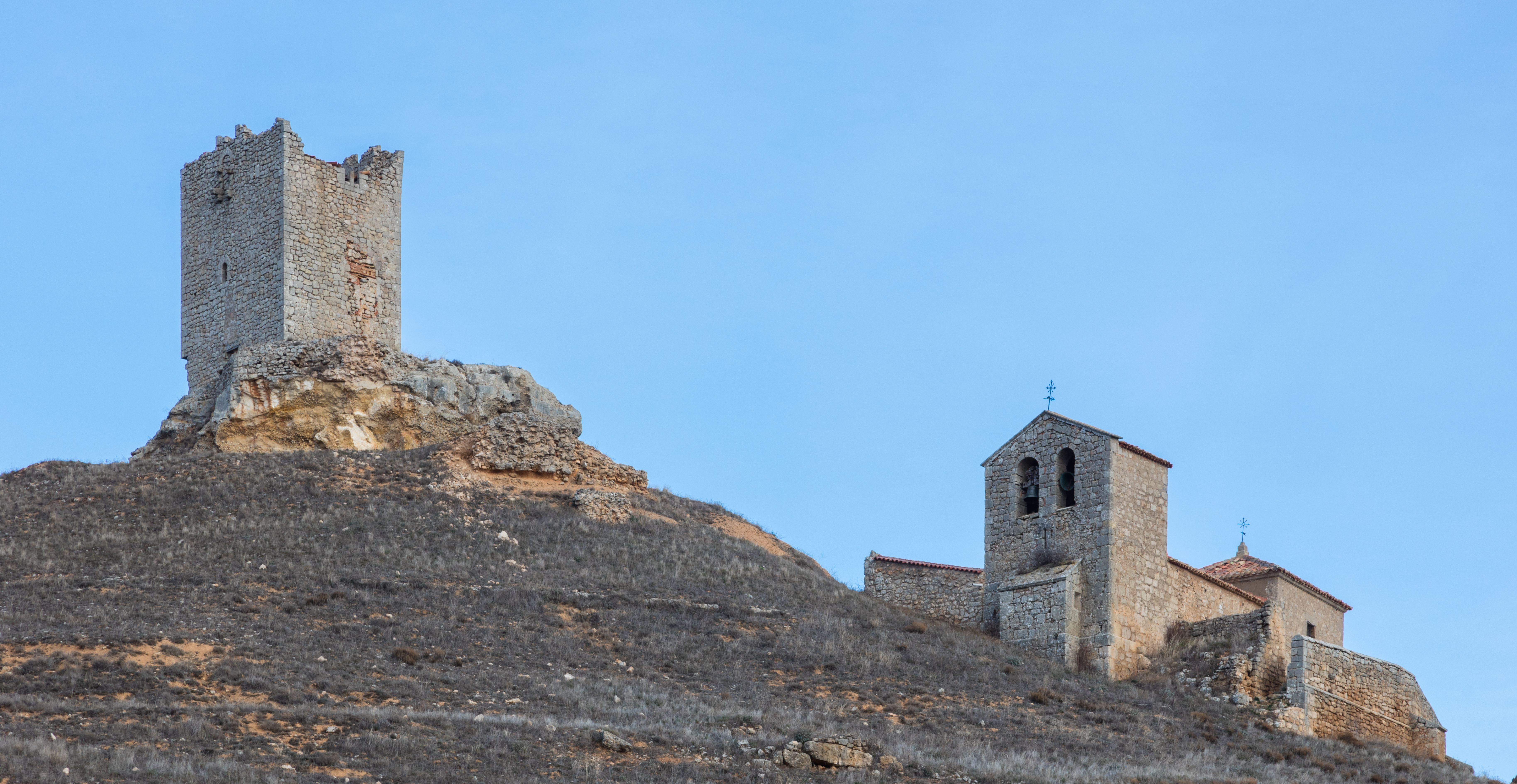
Las ruinas del castillo de Moñux y la iglesia de la Virgen del Pilar

El 29 de agosto de 1352 el pequeño segundo señor vizcaíno Nuño de Lara, de cuatro años de edad, con sus acompañantes ya que el mayordomo mayor Pedro Ruiz de Villegas estaba exiliado con Tello en Aragón, huyó para evitar ser apresado por el rey que quería expropiarlo de su señorío, pero finalmente Nuño terminó falleciendo y con ello se convirtió su hermana mayor Juana de Lara en la tercera señora de Vizcaya y de Lara. También le arrebató el feudo de Moñux al dicho señor de la Casa de Villegas el 14 de septiembre de 1352, y al saber que el soberano les seguía tuvieron que desplazarse desde Aranda a Monteagudo, en cuyo camino se toparon con una caravana de animales que salían de Burgos y se dirigían a la feria de Alcalá de Henares, quedándose con las mismas. A finales de septiembre del mismo año se logró un acuerdo preliminar entre el valido Juan Alfonso de Albuquerque representando a la Corona de Castilla y el vizconde Bernardo II de Cabrera por la Corona de Aragón.
Posteriormente, al estar Tello y Villegas en Soria, se enfrentaron directamente con el rey y su caballería el 10 de octubre del mismo año, que trataba de sofocar la defección de ambos pero el monarca tuvo que marcharse al tener noticias de parte del prior Toribio Fernández sobre su señorío de la Puebla de Santa María de Guadalupe, ya que Diego, el abad de Sahagún, y Eugenio, el arcediano del Bierzo, siendo ambos colectores de la Cámara Apostólica, se quedaban con las rentas, y lo evitó mediante la emisión de cuatro cartas regias, ya que ejercía patronato sobre la iglesia del pueblo.
Al año siguiente, el 15 de octubre de 1353, Tello de Castilla se convirtió en señor consorte de Vizcaya porque contrajo matrimonio en Segovia con la titular Juana de Lara, lo que provocó más desavenencias con el soberano castellano que mandó a apresarla, por lo que Tello volvió a peticionarle para que la liberase, lográndose que en aquel acuerdo preliminar, esta vez a través del señor feudal Juan Fernández de Hinestrosa que comisionó a su pariente el caballero Juan Rodríguez de Villegas el Paniagua para mediar las condiciones entre el monarca y los señores de Vizcaya, y por lo tanto, el rey Pedro I tendría que perdonarlos, les devolvería los bienes y se mejorarían las condiciones de Tello que ya tenía 16 años de edad, las del merino mayor Pero Ruiz de Villegas —que siendo primo del comisionado Villegas y tío de Hinestrosa, se le adjudicaría nuevamente la mayordomía de aquel que la tenía concedida hasta que cumpliera 20 años de edad— y las de los demás refugiados. Incluso lograron que liberaría a la esposa Juana de Lara, que se condonara el robo de la recua de los mercaderes de Soria que se dirigía a la feria de Alcalá y de los incidentes por los suyos en Burgos, y de esta manera volverían los señores de Vizcaya a la merced o gracia del rey.

### Merino mayor castellano y partidario de Blanca de Borbón
En el mismo año de 1353, mientras Pedro Ruiz de Villegas ocupaba el cargo de merino mayor de Castilla, el papa Inocencio VI fue informado en Aviñón de las desdichas de la reina consorte Blanca de Borbón —hermana gemela de Juana quien fuera la reina consorte de Francia, y enviada por su padre el duque Pedro I de Borbón sin la dote monetaria de 300 mil florines de oro, pactada por los negociadores castellanos—  por lo cual, consiguió que el rey pasase en Valladolid dos días más al lado de Blanca.
Pero el rey Pedro I de Castilla no hizo caso a tales quejas, pues comenzó a tener tratos de compromiso con la viuda gallega Juana de Castro —medio hermana paterna de Inés de Castro que era amante del entonces infante Pedro de Portugal y que le había concebido tres hijos bastardos que serían legitimados, siendo estos Alfonso, Beatriz, que se enlazaría con el infante-conde Sancho de Castilla, y Juan de Portugal, I duque de Valencia de Campos desde 1387 que sería el padre de Fernando de Portugal, señor de Eza, y posteriormente Inés le daría al infante un cuarto hijo natural hacia 1354 llamado Dionisio de Portugal, señor de Cifuentes desde 1381— y lo hizo a pesar de que vivían la esposa Blanca de Borbón y la amante María de Padilla. Los encuentros entre esta última y el rey habían cesado por la condena papal pero también por el nuevo amorío con la citada Juana, que derivó en matrimonio en la iglesia de San Martín de Cuéllar, una vez que fue anulado en la primavera de 1354 el que contrajo con Blanca, pero también la abandonó pocos días después, por lo cual su hermano Fernán Ruiz de Castro, con sed de venganza, acaudilló una nueva rebelión.
De esta manera el partido de Blanca de Borbón llegó a contar con la ayuda de los hermanastros del monarca, el maestre santiaguista Fadrique y el conde Enrique de Trastámara, además del excanciller mayor Juan Alfonso de Alburquerque, de los infantes aragoneses Fernando y Juan, de la reina consorte aragonesa Leonor de Castilla —viuda del soberano Alfonso IV de Aragón— de la reina madre castellana María de Portugal, de la poderosa familia Castro de Galicia y muchos otros más, entre los cuales figuraba el merino mayor castellano Pedro Ruiz II de Villegas.
Todos los nobles anteriormente nombrados exigían con las armas que Pedro I hiciera vida conyugal con su esposa Blanca, la reina consorte de Castilla, pero la realidad de todo esto era puro pretexto, ya que lo que en verdad reclamaban era recuperar su influencia perdida en las Cortes de Castilla. El jefe de la liga era Alburquerque que terminó falleciendo en Medina del Campo en octubre de 1354, muy probablemente envenenado por orden del propio rey.

### Señor de Caracena y devolución de Moñux

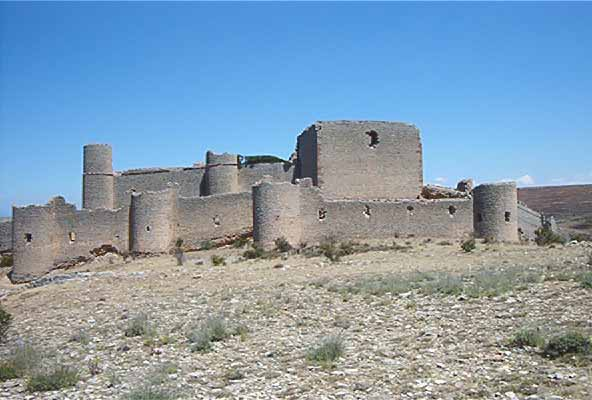
El castillo de Caracena

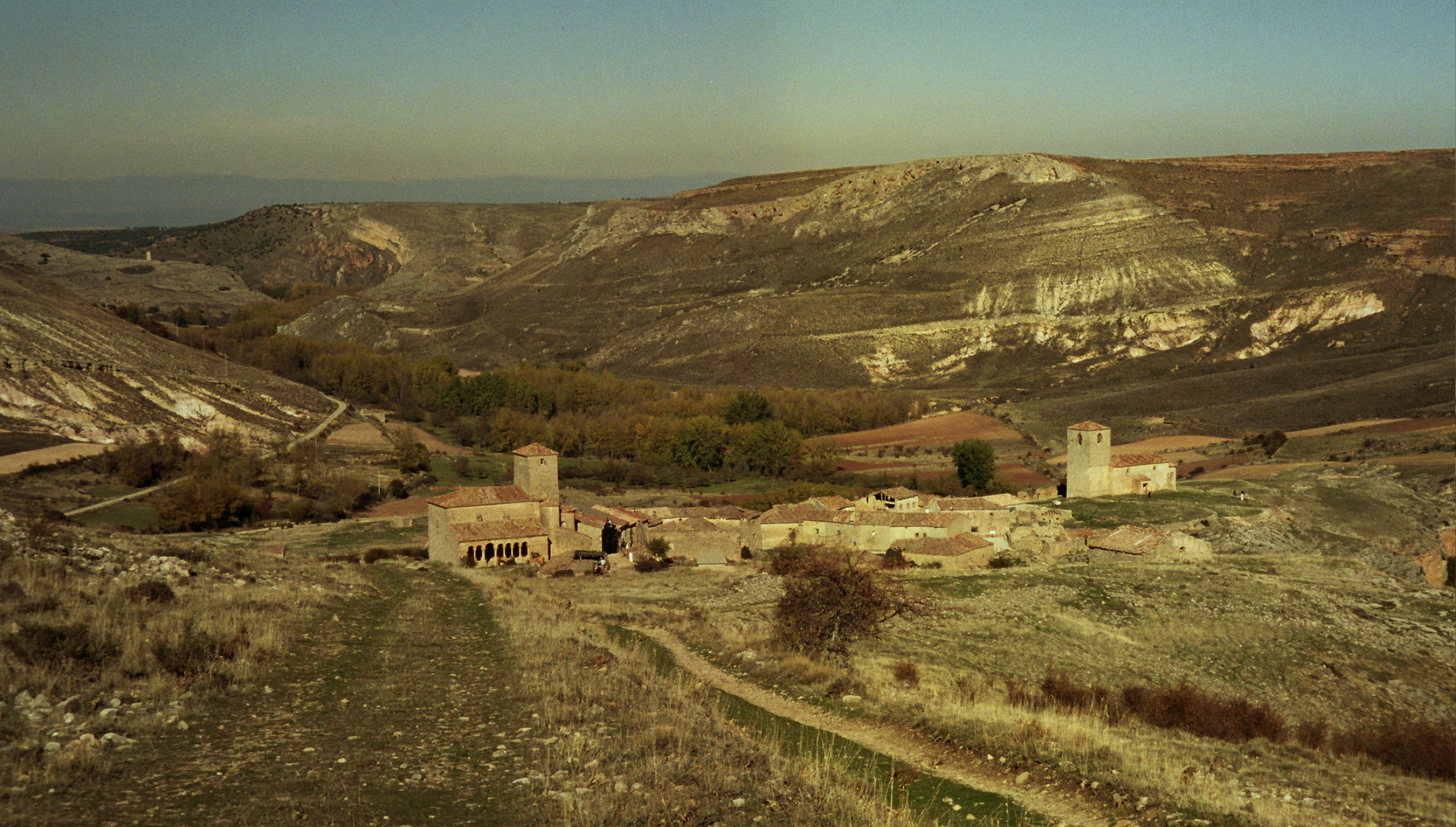
La villa de Caracena

En el paraje Vistas del Tejadillo, entre Toro y Morales, el soberano Pedro I con su nuevo valido Juan Fernández de Hinestrosa —sucesor en el puesto del fallecido Alburquerque— VIII señor de Hinestrosa y tío de María de Padilla, junto a sus aliados conferenciaron con los cincuenta nobles de la liga de la reina Blanca de Borbón, entre los que figuraba Enrique de Trastámara, Tello, sus otros hermanos y Villegas, pero no se pudo llegar a un acuerdo. Como Toro era la villa de la reina madre María de Portugal y se convirtió en el cuartel general de los confederados, juzgó prudente trasladarse a dicha plaza.
Una vez el rey en Toro, se le trató con respeto aunque él mismo consideróse prisionero, cediendo en apariencia a cuantas demandas le hicieron, ganando en secreto a los infantes de Aragón con magníficas promesas y cesiones de tierras y, por un acuerdo con Pedro IV, rey de Aragón, le fue devuelto el señorío de Moñux a Pedro Ruiz II de Villegas en noviembre de 1354, siendo el primero en volver a la obediencia regia, y de esta manera le concedió también el castillo y villa de Caracena, además de otorgarle unas mercedes en Toro.

## Adelantado mayor de Castilla y deceso

### Nombramiento real como adelantado mayor castellano
También en noviembre de 1354 el rey Pedro I de Castilla nombró a Pedro Ruiz de Villegas como adelantado mayor de Castilla —que ostentaba de manera intermitente desde 1352 Garci II Fernández Manrique de Lara, V señor de Amusco desde 1323, de Anievas desde 1351, de la behetría de Pando, comendador real de la de Liencres, ambas desde 1352, y le entregó la tenencia de la villa de Algeciras para compensarle por la expropiación del cargo— y sin olvidar las devoluciones de las otras casas-fuertes y castillos al medio hermano Tello de Castilla a quien le ofreció siendo consorte la titularidad del señorío de Vizcaya.
Esto mismo practicó con otros caballeros para ganar más adeptos y de esta forma, con los ofrecimientos a los medio hermanos y demás nobles, se terminó diluyendo la liga, y los otros ricoshombres y caballeros de menor poder, solicitaron purgar la culpa de su alianza, volviendo a la obediencia del rey ya que la necesidad les hizo olvidar los crueles efectos de su venganza.De esta manera y aprovechando un día de caza, el monarca pudo huir a Segovia en diciembre de 1354.

### Asesinato en la semana de Ramos por orden del rey

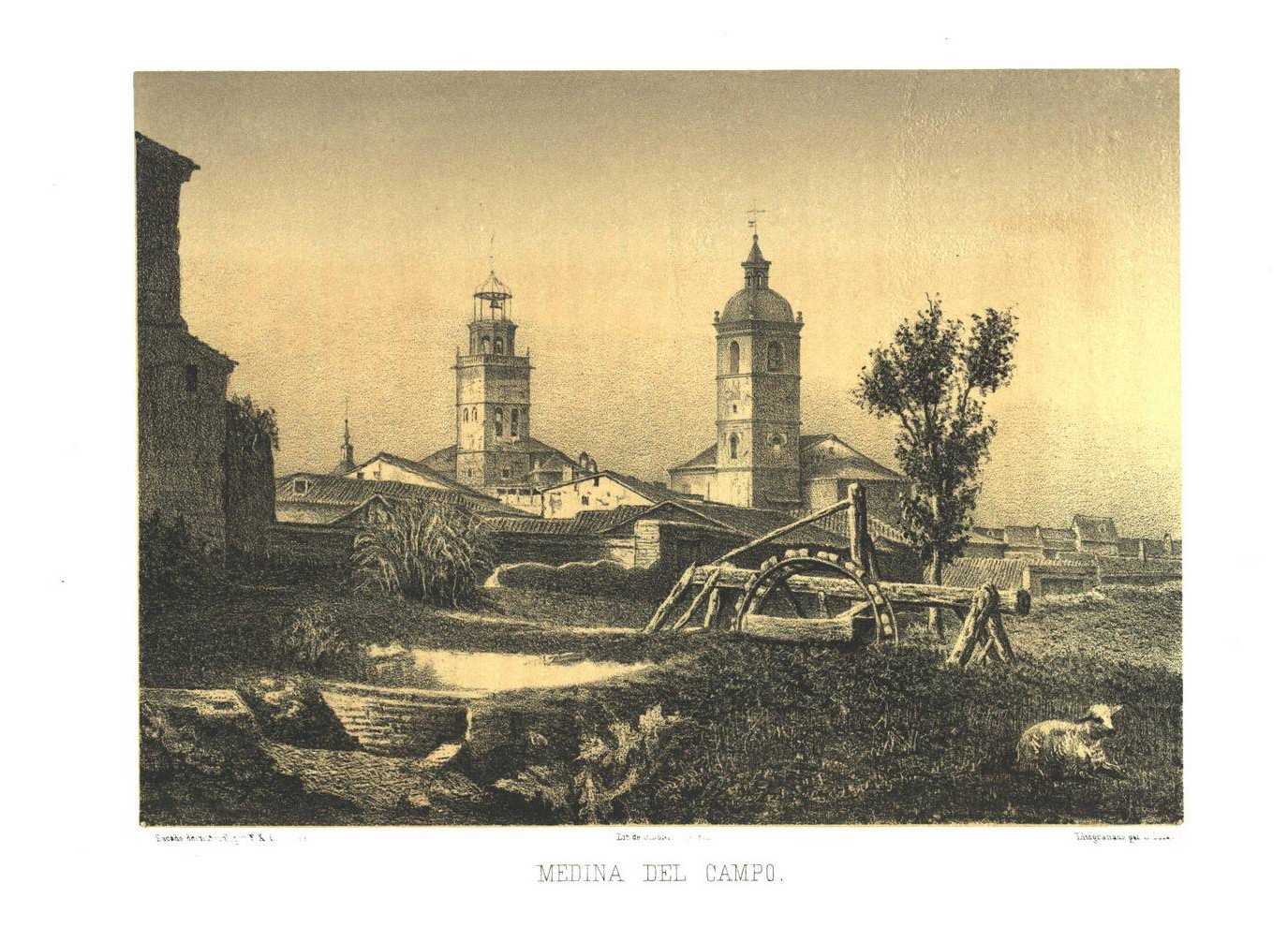
Vistas de Medina del Campo con la iglesia Colegiata de San Antolín (litografía de Francisco Javier Parcerisa, de 1861).

El rey Pedro I de Castilla, después de huir hacia Segovia, se dirigió a Burgos, donde reunió unas Cortes que le concedieron subsidios para someter a los rebeldes.
Finalmente por mandato del rey, el adelantado mayor castellano Pedro Ruiz II de Villegas fue asesinado mientras dormía la siesta en su palacio de Medina del Campo en la semana de Ramos del cuarto mes de 1355, o sea entre el 1º y 17 de abril.
Lo mismo le ocurrió en la misma fecha y lugar al escudero Martín Núñez de Carandia y al noble Sancho Ruiz de Rojas, merino de Burgos desde diciembre de 1354, señor del quinto solariego de Villafuerte de Esgueva, del séptimo de Hornillos de Cerrato y de la behetría de Cavia, a quien también le había cedido unas mercedes en Toro.
En el vecino reino portugués, a principios del mismo año asesinaron también por mandato real a Inés de Castro, la esposa secreta del entonces príncipe lusitano Pedro, medio hermana de Juana de Castro y por tanto cuñada de Pedro I de Castilla.
Este último monarca devolvió en abril el adelantamiento mayor de Castilla  a Garci II Fernández Manrique de Lara pero por pocos meses —finalmente fallecería por la pandemia de peste negra en 1362— y a finales de 1355 se lo entregó a Diego Pérez Sarmiento y a quien el sucesor monarca Enrique II el de las Mercedes le donó en 1376 el señorío de Moñux, expropiándoselo al heredero ya citado Ruy Pérez II de Villegas, V señor de la Casa de Villegas.

## Matrimonio y descendencia
El señor feudal Pedro Ruiz II de Villegas se había unido en matrimonio hacia 1334 con Teresa González de la Vega, la hija única legítima de Gonzalo Ruiz de la Vega, II señor de Cieza, Collado, Arenas y de la casona de Tudanca, desde 1338 por herencia paterna aunque doce años después del deceso, y I señor de los Nueve Valles por voluntad regia desde el 8 de enero de 1341 por participar en la victoriosa batalla del Salado el 30 de octubre de 1340 contra el Sultanato benimerín, y de su esposa María de Velasco.
Teresa era nieta paterna del privado real Garcilaso I de la Vega, señor de Cóbreces, de Miralrío, de Rebolledo, de Anievas y demás feudos, VI señor de la Casa de la Vega, alcaide del alcázar de Ávila, justicia y canciller mayor del rey, merino y adelantado mayor de Castilla de 1315 a 1326, y de su primera esposa Juana Díaz de Castañeda o bien Juana de Castañeda (n. ca. 1280) que era a su vez una hija del ricohombre Diego Gómez de Castañeda y de su mujer Mayor Álvarez de las Asturias.
Por lo tanto Teresa de la Vega era una sobrina paterna del ya citado Garcilaso II de la Vega, III señor de los Nueve Valles por compra a ella misma en 1351, poco antes de ser ejecutado por mandato real.
Fruto de dicho enlace entre Pedro Ruiz de Villegas y Teresa de la Vega nacieron al menos cuatro hijos:
- Ruy Pérez II de Villegas[106][121][159][c] (¿Burgos?, ca. 1335[121]-f. ca. 1423)[160] que fue el sucesor como V señor de la Casa de Villegas desde 1355,[130][136][137] I señor de Cóbreces,[r] de Acereda y V señor de Villasevil de su linaje, estos dos últimos por dote de su esposa,[161] II señor de Moñux hasta 1376,[91] de Caracena hasta 1366 y de Castillo Pedroso, III señor de Manciles y de Valdegómez, IV señor de Pedrosa del Páramo y de Manquillos y V señor de Villegas y de Villamorón desde 1358 por heredarlo de su tío Sancho Portín, entre otros feudos. Fue nombrado merino mayor de Castilla desde 1388 y se casó en Villasevil con su pariente lejana Teresa Díaz de Cevallos, para concebir cuatro hijos.[160][161][162]

- Pedro Ruiz de Villegas el Segundogénito[155][163][a] (n. ca. 1340) que se casó con Mencia Calderón (n. ca. 1350) y muy probablemente serían los padres de un tal Sancho, abuelos de un homónimo Pedro y bisabuelos de Sancho Ruiz de Villegas el Comendador (n. ca. 1450-La Axarquía, 1487) que participó en la batalla de la Axarquía o de las Lomas de Málaga, cuya victoria castellana sobre los nazaríes posibilitó la conquista de la comarca homónima aunque perdería la vida, se casó hacia 1485 con María Cabeza de Vaca y fueron padres de Mencia de Villegas y Cabeza de Vaca (n. ca. 1486) que al enlazarse con Andrés de Busto, señor de las Cabezuelas, tuvieron al menos dos hijos, a Sancho Busto de Villegas (Ocaña, 1525-Madrid, 1581), gobernador del arzobispado de Toledo y obispo de Ávila de 1578 a 1581, y a Juan de Busto y Villegas (n. ca. 1510-Nombre de Dios, ca. 1563), gobernador nominal de la provincia peruana de Tierra Firme en 1563 y que estaba casado con Ana de Figueroa con quien tuvo sucesores.[3][163][164][165]

- Olalla de Villegas[155][163] (n. ca. 1345) que se casó con Pedro Ruiz de la Mota, alcalde mayor perpetuo de Burgos, y le concibió a Pedro Ruiz de Villegas el Cojo[a] (n. Burgos, ca. 1370), señor de Torralba y regidor de Burgos, y de quien habría descendientes en la citada ciudad.[155][163]

- Alonso de Villegas[166][155][163] (n. ca 1354-Coria, 1437) que se hizo sacerdote en los últimos tiempos del reinado de Pedro I y tardíamente fue obispo de Coria de 1436 a 1437, en tiempos del soberano Juan II de Castilla.[166][155][163]